# Lepidoleucon
Lepidoleucon is een geslacht van sponsdieren uit de klasse van de Calcarea (kalksponzen).

## Soort
- Lepidoleucon inflatum Vacelet, 1967